# Patrons de bombers
Els patrons dels bombers són aquells sants o santes que els cossos de bombers de regions amb creença catòlica, ortodoxa o anglicana, han adoptat com a protectors de la seva professió. Cada regió té el seu patró de bombers i celebren la seva festivitat el dia del sant.

## Sant Joan de Déu

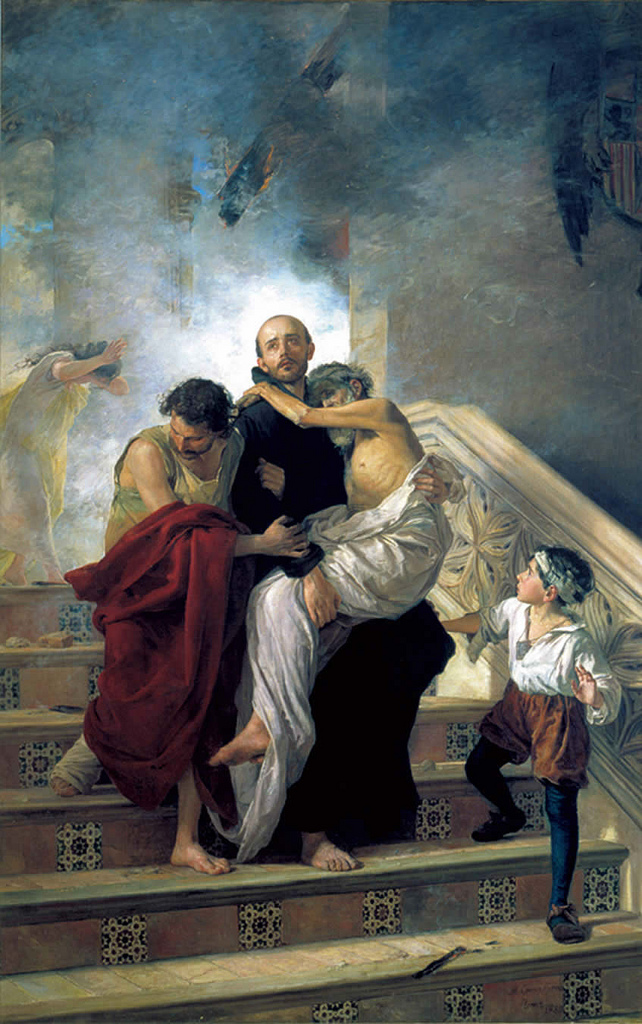
Pintura de Sant Joan de Déu salvant malalts a l'incendi de l'hospital de Granada

Sant Joan de Déu és el patró dels bombers d'Espanya des del 2 de juliol de 1953, quan es va publicar al BOE la seva declaració oficial, que havia estat demanada pels bombers de Barcelona i altres ciutats al governador civil, i es va fixar la data de la seva celebració el 8 de març, dia del naixement i de la mort del sant. Hi ha localitats espanyoles que celebren altres sants patrons: Santa Bàrbara a la Vall d'Aran, San Lorenzo a Toro, Sant Florià a Ceuta
Joan de Déu va néixer el 8 de març de 1495 a Montemor-o-Novo, Portugal. A deu anys es va instal·lar a Espanya, fent d'escolà, després de soldat a l'exèrcit de Carles V, i es va allistar en un regiment que es dirigia a Àustria per lluitar contra els Turcs. També va anar a Àfrica per alliberar cristians capturats pels moros. A Gibraltar va emprendre l'apostolat venent llibres religiosos i estampes, a preus assequibles per la gent. Es diu que en aquest temps és quan va tenir una aparició del Nen Jesús, que li va concedir el nom de Joan de Déu, i li va demanar que anés a Granada. Allà va conèixer al predicador Joan d'Àvila. Va peregrinar al santuari de Nuestra Señora de Guadalupe, on la verge li va revelar la seva vocació per ajudar els pobres. Entre el 1538 i 1539 va fundar a Granada el seu primer hospital, revolucionari per a la seva època, no tan sols pel tracte i calor humà que els malalts reben de Joan i els seus companys, sinó pels criteris que introdueix de separació dels malalts segons el tipus de malaltia i l'atenció a les mesures higièniques i de cures. L'arquebisbe de Granada, D. Gaspar Ávalos de la Cueva, li va posar el nom de Joan de Déu. Va morir el 8 de març de 1550 a Granada.
El papa Urbà VIII el va beatificar l'1 de setembre de 1630, i el papa Alexandre VIII el va canonitzar el 16 d'octubre de 1690. El papa Lleó XIII el va nomenar patró dels hospitals i malalts el 1886, i el papa Pius XI el va nomenar patró de les associacions catòliques d'infermers i de tots els infermers del món el 1930. L'Ordre Hospitalària Sant Joan de Déu és la continuació de la seva obra.
La seva relació amb bombers es deu al fet d'haver salvat de les flames els pacients de l'Hospital Real de Granada durant un incendi.
Els cossos de bombers catalans celebren aquesta festa cada 8 de març a partir de 1948. Antigament, se celebrava una missa, es rebien les autoritats i es repartien premis, medalles i commemoracions entre els bombers més destacats, i solien acabar amb un dinar de germanor. Actualment, es continuen celebrant actes oficials (a Barcelona l'alcalde o alcaldessa entrega els guardons al Saló de Cent de l'Ajuntament, i es fa l'ofrena de flors al monument al bomber a l'Espai Bombers) i actes informals, com competicions esportives, dinar de germanor.

## Santa Bàrbara

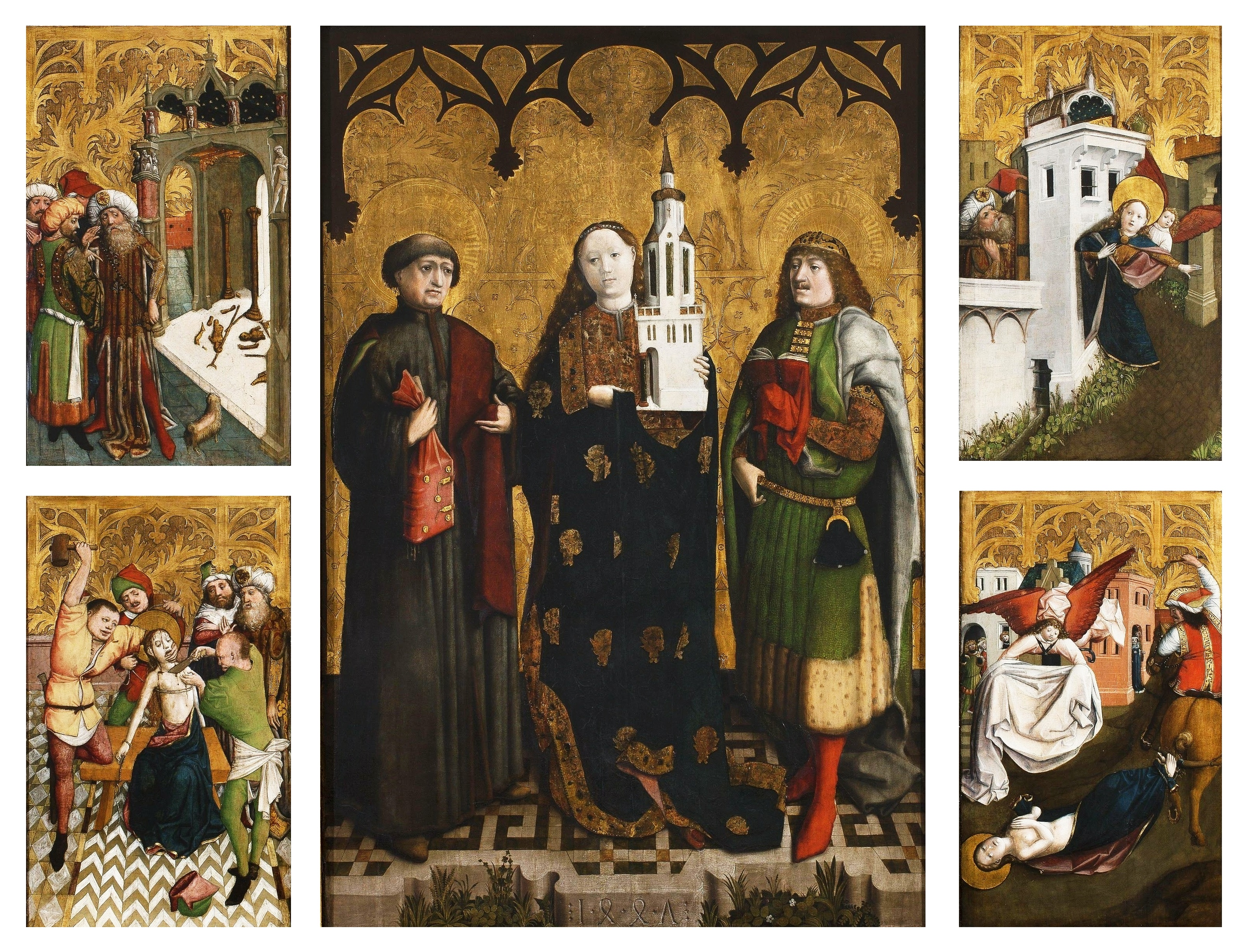
Retaule per l'església de Santa Bàrbara a Breslau, Polònia

Santa Bàrbara és la patrona dels bombers de França, Bèlgica, Luxemburg, Itàlia part de Suïssa, la Vall d'Aran, Hondures i altres països llatins. Se celebra el 4 de desembre, dia de la seva mort.
La llegenda diu que Bàrbara de Nicomèdia va néixer a mitjan segle iii a Nicomèdia, a l'actual Turquia. De gran bellesa, molts senyors poderosos s'hi volien casar, però ella els rebutjà tots. El seu pare Diòscor, un noble cavaller, la va tancar en una torre, on ella va decidir casar-se amb Déu. A la torre, amb dues finestres, en va obrir una tercera simbolitzant la Santíssima Trinitat, i es negà a acceptar marit. Quan el seu pare va saber que era cristiana la va voler matar, però ella va escapar travessant els murs de la torre. Un pastor va delatar el lloc on ella s'havia amagat, i com a càstig el pastor es convertí en llagosta. Diòscor la va arrossegar pels cabells fins al jutge Marcià, que li va demanar que renunciés al cristianisme. En negar-se ella, la va fer martiritzar tallant-li els pits i el seu propi pare li va tallar el cap, el 4 de desembre de l'any 238. El cel enfadat va fer caure un llamp sobre el seu pare, matant-lo.
Santa Bàrbara és patrona dels estudiants, presoners, enginyers, arquitectes, constructors, artillers, miners, treballadors dels pous de petroli, del salnitre, armadors, jugadors de pilota, picapedrers i dels bombers.
Els bombers de la Vall d'Aran (Pompièrs d'Aran en aranès) celebren cada 4 de desembre la festa de la patrona amb passavila dels vehicles de bombers, recepció d'autoritats, missa, nomenaments i aperitiu ofert pel Conselh Generau d'Aran i els Pompièrs d'Aran.

## Sant Florià

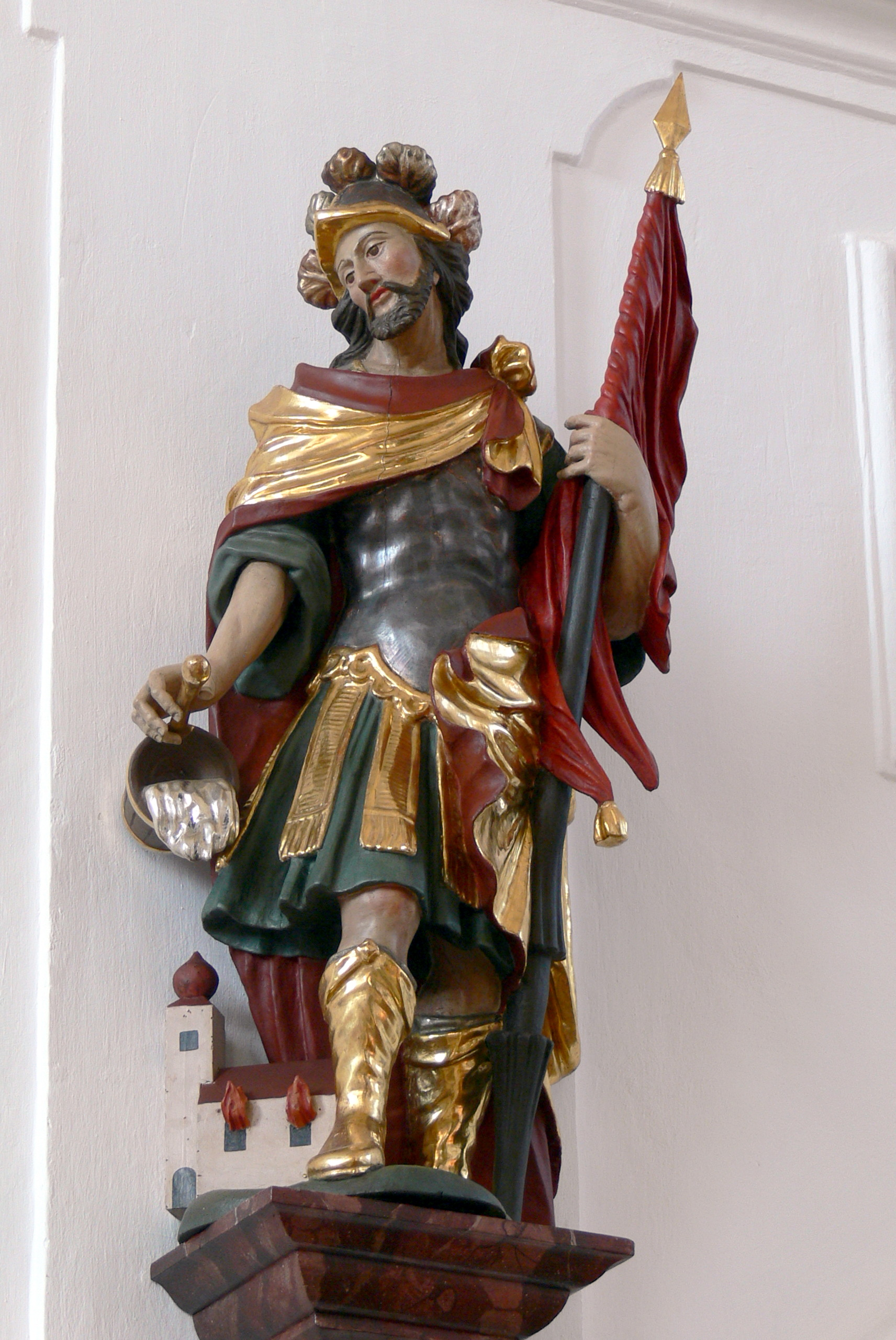
Estàtua de Sant Florià a Peilstein, Àustria

Sant Florià és el patró dels bombers d'Alemanya, Àustria, part de Suïssa, Liechtenstein, Polònia, Hongria, EUA, Austràlia, Brasil, Equador Ceuta. Se celebra el 4 de maig, dia de la seva mort.
Sant Florià de Lorch va néixer cap a l'any 250 a la ciutat romana de Celtium, ara a Àustria. Florià era capità de l'exèrcit romà, i se li encomanà formar una brigada de bombers entre els soldats, ja que fins aleshores els bombers eren esclaus, amb poques ganes d'arriscar la seva vida lluitant contra les flames dels seus captors. La brigada va tenir molt d'èxit, i es va crear una brigada per a protegir els campaments de l'exèrcit. Aquests bombers portaven l'uniforme del soldat romà, però amb la faldilla verda, tal com es representa al sant. Florià fou ascendit a general i se li encomanà governar el que ara és Polònia. Però a Roma van arribar veus que Florià no estava aplicant la llei romana que prohibia el cristianisme. Van enviar un grup de soldats per tal d'avisar-lo que havia d'aplicar la llei romana, però ell s'hi va negar i va confessar que ell mateix s'havia convertit al cristianisme. Roma va ordenar la seva execució, cremat a la foguera. Quan ja el tenien a la foguera, amb tots els vilatans presenciant-lo, Florià va demanar que fessin la pira més alta, perquè volia que la seva ànima pugés al cel amb el fum del foc. Els soldats es van espantar i no van encendre el foc, no es podien permetre un màrtir, així que van decidir ofegar-lo. El van portar al riu Enns, li van lligar una pedra de molí al coll i el van llençar a l'aigua.
Sant Florià és representat sovint vestit de soldat romà, amb la faldilla verda, una bandera a una mà i una galleda a l'altra, llençant aigua sobre un edifici en flames. Hi ha la llegenda que va apagar un gran incendi amb només una galleda.

### La creu de Sant Florià

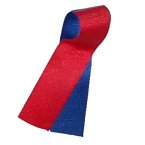
Llaç del Dia Internacional dels Bombers

L'emblema representatiu de molts cossos de bombers d'arreu del món és la creu de Sant Florià, un antic símbol molt arrelat al cristianisme. La creu prové de l'escut d'armes de Sant Florià, amb 8 puntes que convergeixen al centre, amb les vores elegants i arrodonides. Es creu que les 8 puntes representen les 8 virtuts dels cavallers, o dels bombers: Observador, tàctic, enginyós, destre, directe, assenyat, perseverant i compassiu.

No s'ha de confondre amb la creu de Malta, també de 8 puntes però punxegudes (4 puntes acabades en V), que prové dels Cavallers Hospitalers durant les Croades. La creu de Malta sí que és utilitzada en alguns cossos de bombers, com és el cas del Canadà, i en altres, com al Regne Unit, la creu de Malta ha evolucionat a una estrella de 8 puntes.

Creu de Sant Florià
Creu de Malta
Estrella de 8 puntes

### Dia internacional dels bombers
Diferents organitzacions celebren el Dia Internacional dels Bombers el 4 de maig, coincidint amb el dia de Sant Florià. La idea de commemorar aquest dia s'inicià després de la mort de 5 joves bombers a Linton, Austràlia, en un incendi forestal el 1998. El primer cop que es va celebrar va ser el 4 de maig de 1999.
Un dels símbols d'aquest dia és el llaç blau i vermell, que simbolitza l'aigua d'extinció sobre el foc.

## Sant Llorenç

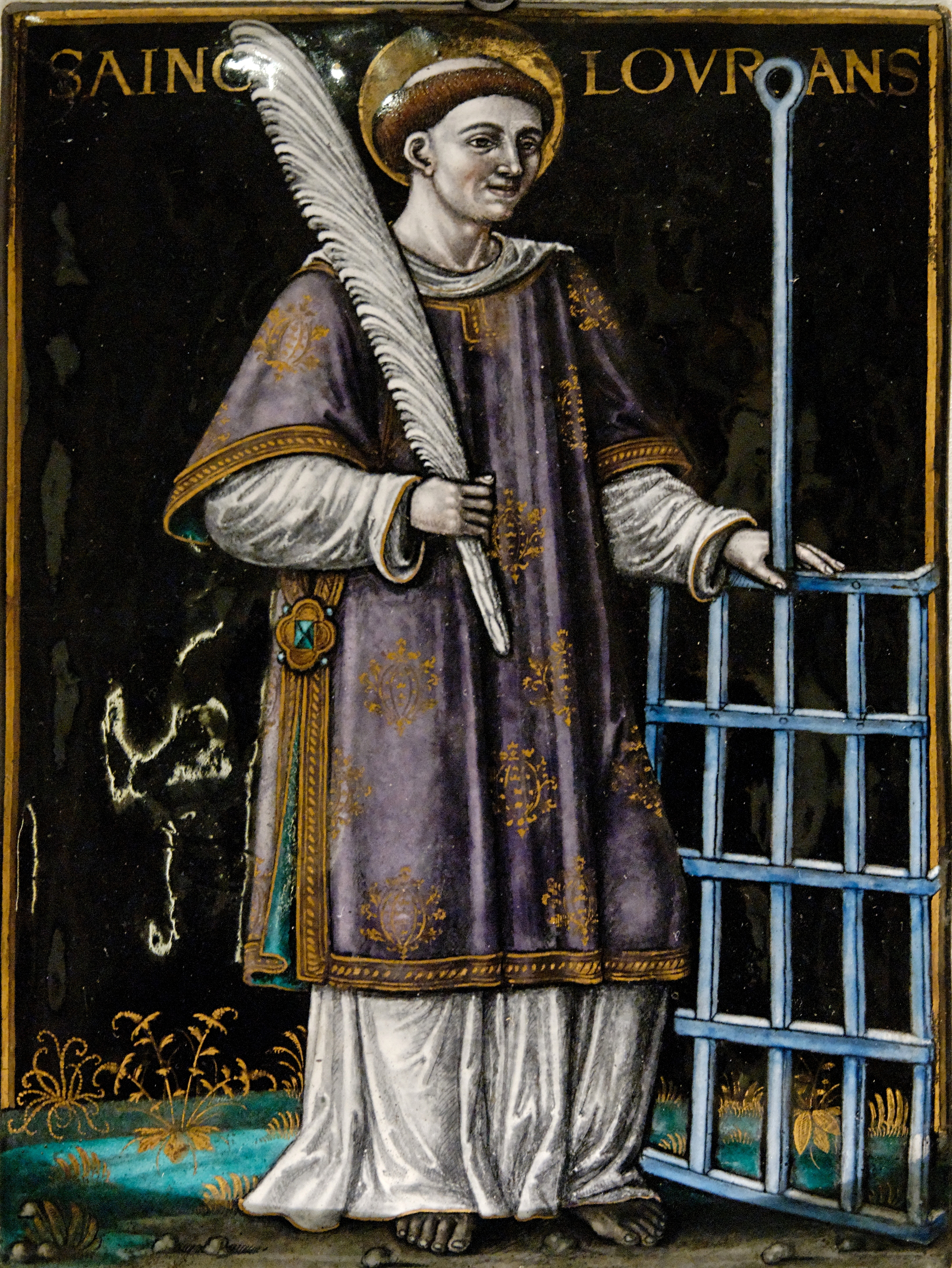
Placa esmaltada de Sant Llorenç

Sant Llorenç és el patró dels bombers de Toro i de Guatemala. La seva celebració és el 10 d'agost, dia de la seva mort.
Llorenç màrtir va néixer a Osca l'any 225, fill d'una família noble però generosa amb els pobres. Va ser el primer diaca del papa Sixt II, a Roma. L'emperador Valerià I va dictar el 257 que els cristians havien de seguir el culte estatal, i oferir sacrificis als déus. Si es negaven, Valerià condemnava a pena de mort els dirigents de les comunitats cristianes i a treballs forçats als altres cristians. El papa Sixt II va ser executat el 6 d'agost de 258, amb quatre diaques. El prefecte Corneli cridà a Llorenç, pel fet que sabia que tenia a càrrec seu els tresors de l'Església, que el prefecte desitjava. El diaca Llorenç va demanar temps (tres o quatre dies) per recollir aquests tresors i poder-los presentar a Corneli. En lloc d'això, va fer escampar tots els tresors de l'església, entre ells el Sant Calze, que va fer portar a Osca, la seva terra. Es presentà davant el prefecte amb ancians, nens, viudes, orfes, invàlids, malalts, cecs, coixos i pobres i li va dir: aquests són els tresors de l'església. Corneli ofès, el va fer torturar fins a la mort, posant-lo sobre graelles, perquè morís a foc lent. Era el 10 d'agost de 258.

## Sant Marçal

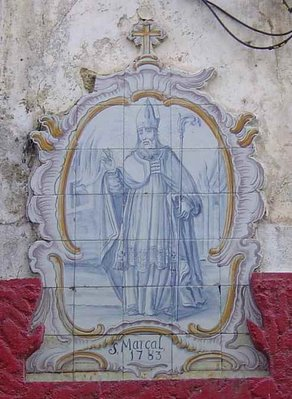
Mosaic de Sant Marçal a Setúbal

Sant Marçal és el patró dels bombers de Portugal. Se celebra el 30 de juny. Va començar a ser venerat a finals del segle xix. Els bombers voluntaris de Coïmbra van adoptar com a patrona a la reina Elisabet de Portugal, patrona de la ciutat.
Marçal de Llemotges a mitjan segle iii va ser el primer bisbe de Llemotges, enviat des de Roma, ja que ell era nascut a la Gàl·lia. Se li atribueixen molts miracles, per aquest motiu va ser molt popular i va ser canonitzat per vox populi el segle VI. Les seves imatges esdevenen habituals entre els segles XII i XV i, molt probablement, serà el fresc del palau dels Papes d’Avinyó, on el bàcul de Sant Marçal ressuscita el comte Sigebert i apaga un incendi, cosa que va provocar la invocació del sant com a Patró i Protector dels Bombers.

## Ananies, Azaries i Misael

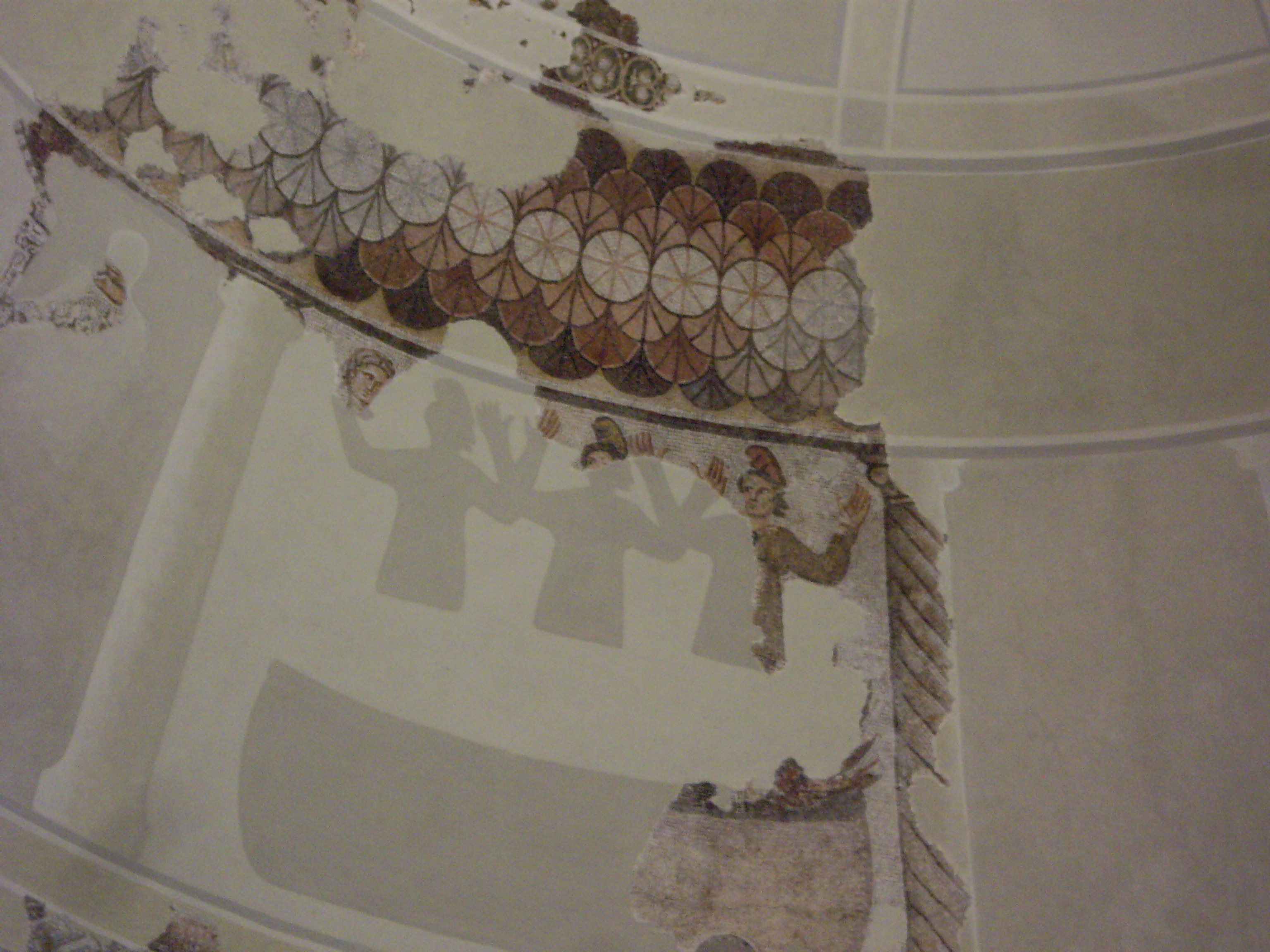
Els tres joves al forn en el mosaic de la cúpula del Mausoleu de Centcelles, a Constantí.

Ananies, Azaries i Misael, 'els tres joves al forn', són els patrons dels bombers de Grècia i Xipre. Van ser reconeguts oficialment patrons dels bombers grecs amb el decret P.D.1186/1981, establint el 17 de desembre com a dia oficial de lloança i celebració del Cos de Bombers. Amb el P.D. de 1993 s'estableix com a festiu oficial per als cossos de bombers.
Ananies, Misael i Azaries eren tres nens jueus, d'entre 8 i 10 anys, que provenien d'una família reial i vivien a Jerusalem. Quan la seva ciutat va ser conquerida pel rei babilònic Nabucodonosor II el Gran (634-562 aC), els tres nens van ser portats captius a Babilònia amb el seu amic Daniel, el posterior profeta. Allà es van distingir per la seva saviesa i virtut i el rei els va nomenar cuidadors a la seva Cort. Però quan es van negar a adorar la seva imatge daurada, Nabucodonosor es va enfadar i va ordenar que fossin llençats a un forn de foc. Llavors es va aparèixer un àngel del Senyor i els va protegir, estenent les seves ales sobre ells i canviant el foc en frescor. Nabucodonosor va quedar meravellat del miracle que va tenir lloc davant seu, va confessar que el Déu dels jueus era gran i els va perdonar la vida. Des d'aleshores, els 'tres joves' van viure en pau.
Per a la celebració del dia del patró, el 17 de desembre, a Grècia s'han construït capelles dedicades als tres nens als patis de molts parcs de bombers. Un dels escriptors d'himnes més famosos de l'església ortodoxa, el monjo Gerasimos Mikragiannanitis, ha escrit la seqüència dels tres nens sants i l'ha dedicat al cos de bombers.

## Sant Josep el Nou, de Partoș

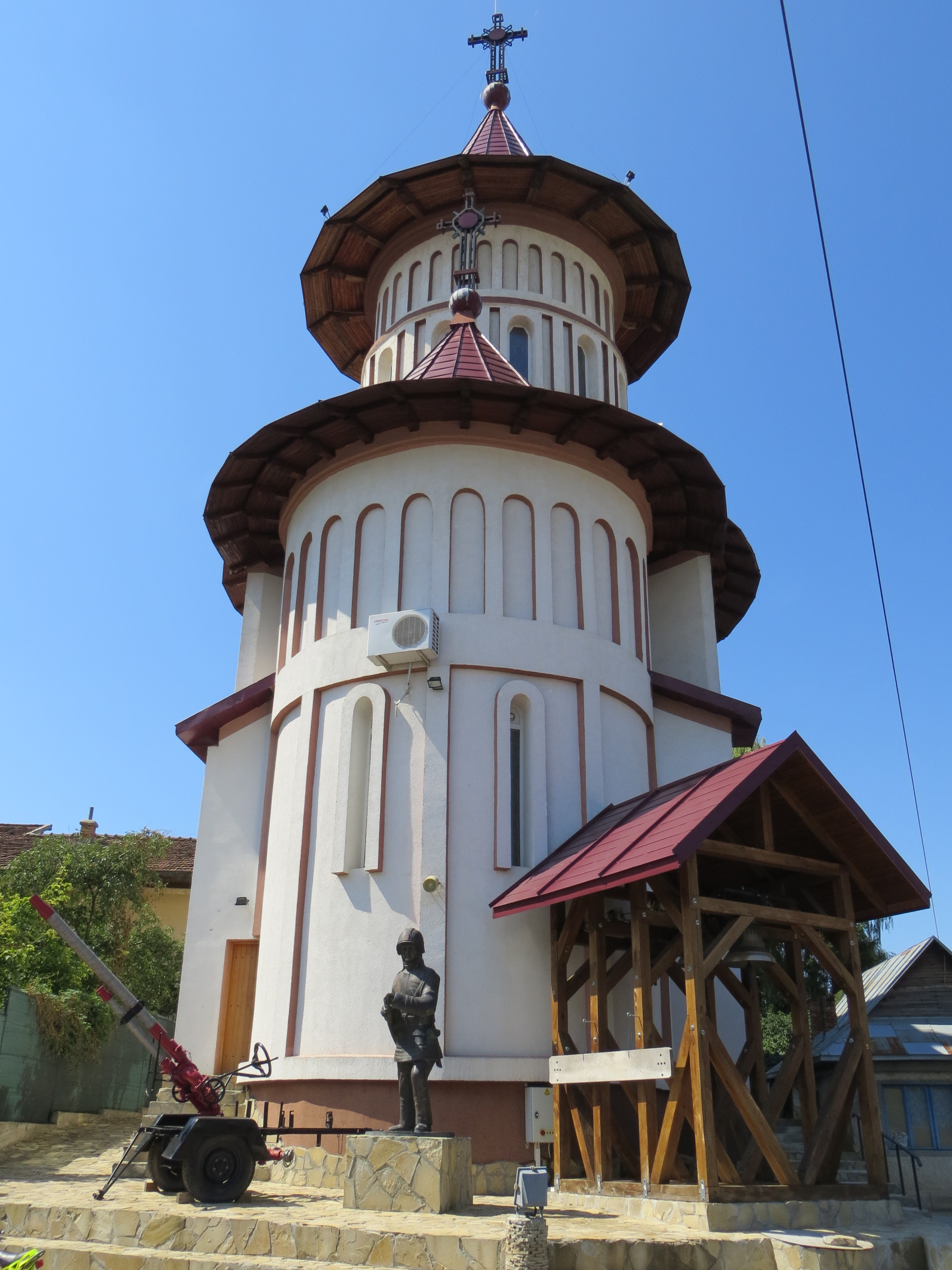
Basílica de Sant Josep el Nou, a Suceava, amb l'estàtua del bomber

Sant Josep el Nou, de Partoș (Iosif cel Nou de la Partoș, en romanès) és el patró dels bombers de Romania. Es commemora el 15 de setembre. El 13-14 de setembre de 1997 el Sant Sínode de l'Església Ortodoxa Romanesa, a petició del Ministeri de l'Interior i de la Inspecció General del Cos de Bombers Militars, el va nomenar patró dels bombers.
Sant Josep el Nou va néixer el 1568 a Ragusa, Dalmàcia, amb el nom de Jacob. De jove va ingressar al monestir local i després va fer una estada de 5 anys al monestir del Mont Atos, on es va fer dir Josep. El 1650 va ser ordenat bisbe de Timișoara, on va demostrar ser un gran defensor de l'ortodòxia. El 1653 el Turcs van atacar la ciutat i la van incendiar. El bisbe no va fugir i en lloc d'això es va mantenir pregant fins que Déu va fer ploure intensament, aturant el foc, cosa que va atemorir els Turcs. Sant Josep es va retirar al monestir de Partoș, on feia miracles curant a gent malalta.
L'Església Ortodoxa Romanesa va canonitzar el Sant Jerarca Iosif cel Nou de Partoș el 7 d'octubre de 1956 quan les seves relíquies van ser portades del monestir de Partoș a la catedral metropolitana de Timișoara.

## Profeta Elies

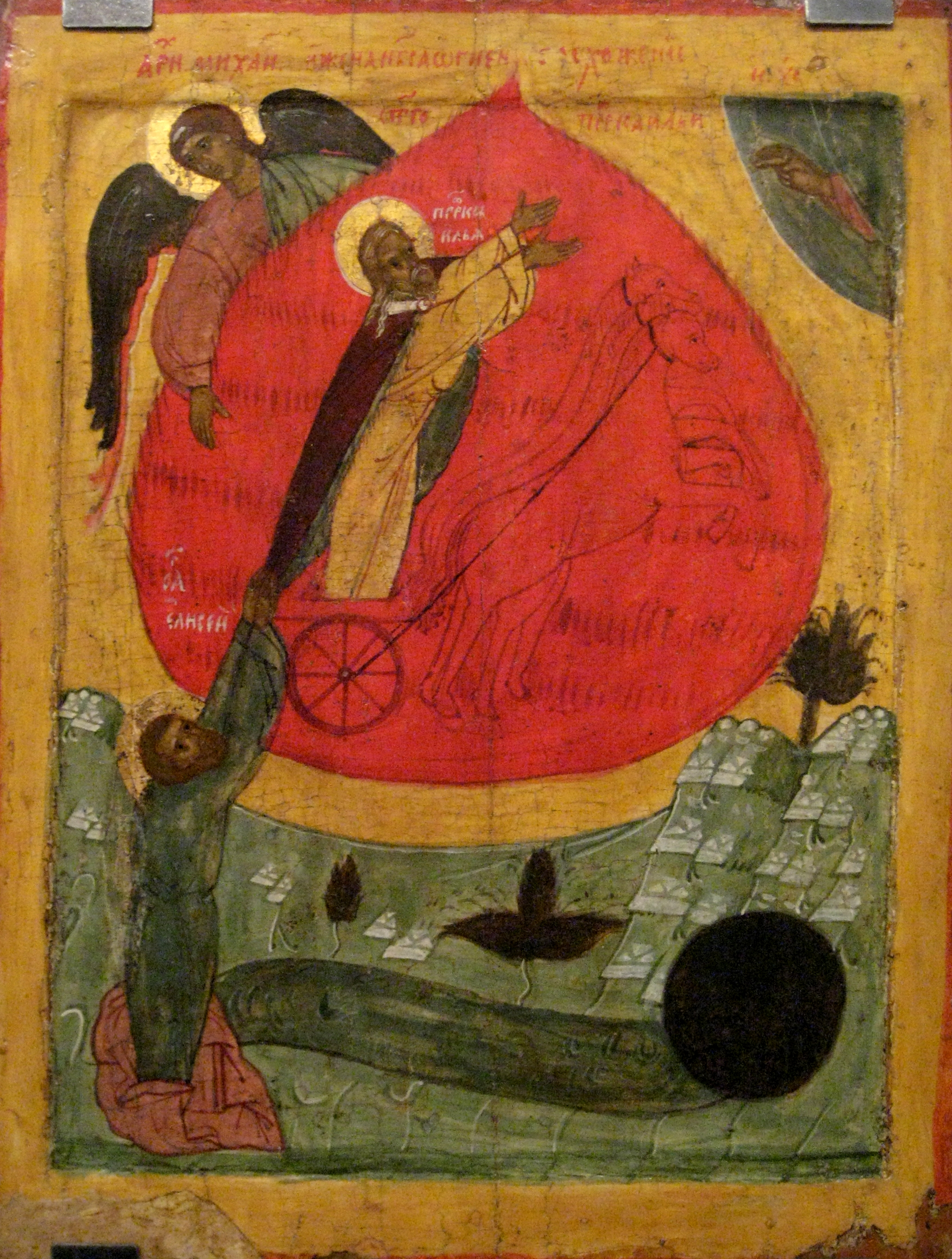
El profeta Elies pujat al cel en un carro de foc

El profeta Elies és el patró dels bombers de Bulgària. Se celebra el 20 de juliol.
Elies va ser un profeta del segle ix aC. Segons els llibres sagrats i les creences populars, porta la pluja, protegeix la vida i protegeix del foc la collita dels pagesos.
Cada 20 de juliol a Sofia es commemora el patró a la capella del pati de la Direcció General de Seguretat contra Incendis i Protecció Civil, amb una ofrena de flors al Memorial als bombers morts en acte de servei i una pregària per l'ànima de les víctimes. També se celebra a altres cossos de bombers del país.

## Santa Àgata

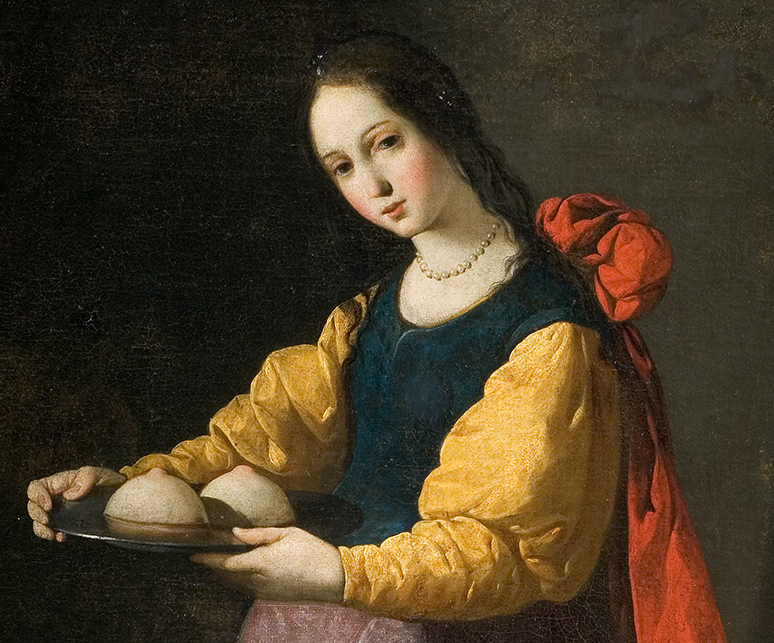
Pintura de Santa Àgata

Santa Àgata es patrona dels bombers d'Argentina. Se celebra el 5 de febrer.
Àgata de Catània va néixer a Catània, Sicília, cap al 231. Havia consagrat la seva virginitat a Déu i va rebutjar les propostes amoroses d'un prefecte romà, Quincià. Aquest la va fer torturar tallant-li els dos pits. A la cel·la de la presó se li aparegué Sant Pere i la va curar. Quincià, en veure-la curada ordena que la cremin, però quan anaven a fer-ho un terratrèmol fa caure les parets. La tornen a la cel·la on morirà.

## Santa Teresa dels Andes

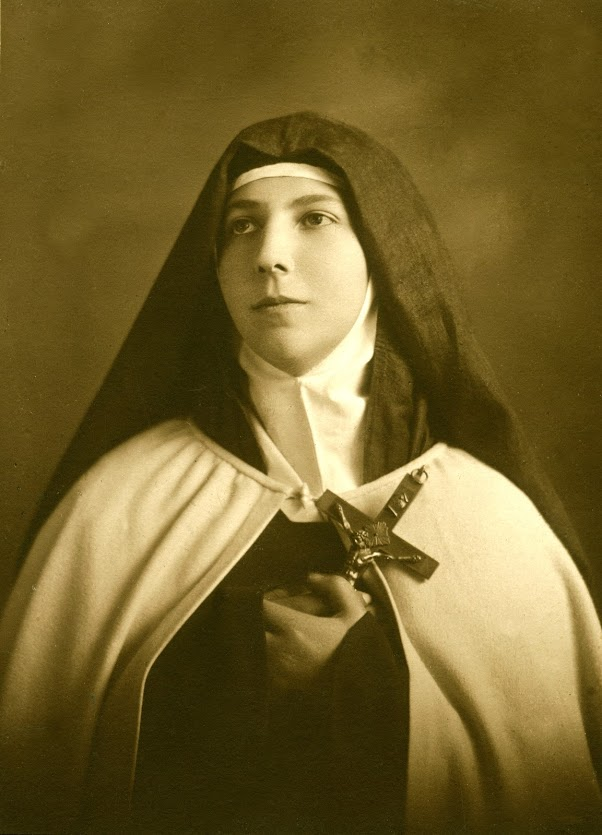
Fotografia de Teresa dels Andes

Santa Teresa dels Andes és patrona dels bombers de Xile. Se celebra del 21 de març.
Teresa dels Andes va néixer a Santiago de Xile el 1900 amb el nom de Joana. A catorze anys es va fer carmelita descalça. A dinou anys ingressà al convent del Carmel, amb el nom de Teresa de Jesús. Onze mesos més tard va morir de tifus i diftèria. Va ser canonitzada per Joan Pau II el 1993.

## Altres patrons
Altres sants que es consideren protectors dels bombers són: Santa Caterina de Siena, celebrat el 29 d'abril; Sant Eustaqui de Roma, celebrat el 20 de setembre.
Al Brasil es considera a l'emperador Pere II patró dels bombers militars, pel fet que el 1856 va crear el Cos Provisional de Bombers de la Cort.
A Rússia, el personal dels cossos de bombers és multiconfessional, i en conseqüència, hi ha hagut diversos patrons: fins al 1917, tots els cossos de bombers tenien la icona de la Mare de Déu de l'esbarzer ardent, que se celebra el 4 de setembre. També es venera Sant Nicolau a Moscou, els ortodoxos a Sant Jordi, els catòlics a Sant Florià, els musulmans al profeta Hadid, els jueus directament a Déu.